# 292 f.Kr.

## Händelser

### Efter plats

#### Grekland
- Lysimachos försöker utöka sitt inflytande bortom floden Donau, men han besegras och tillfångatas av den getiske (dakiske) kungen Dromichaites (Dromihete). Så småningom släpps Lysimachos fri och fred sluts mellan honom och geterna. Detta fredsfördrag förstärks ytterligare genom att Dromichaites gifter sig med Lysimachos dotter.
- Medan Demetrios Poliorketes är på fälttåg i Boeotien får han meddelande om att Thrakiens härskare Lysimachos har blivit tillfångatagen av Dromichaites. Då han hoppas kunna erövra Lysimachos territorier i Thrakien ger Demetrios befälet över sina styrkor i Boeotien till sin son Antigonos och marscherar omedelbart norrut. Medan han är borta gör boeotierna dock uppror, vilket emellertid slås ner av Antigonos, som stoppar dem i staden Thebe.